# Nuoto ai Giochi della XXIII Olimpiade - 400 metri misti femminili
La gara di nuoto dei 400 metri misti femminili dei Giochi della XXIII Olimpiade di Los Angeles fu disputata il 29 luglio 1984 presso il McDonald's Olympic Swim Stadium.
Hanno partecipato alle batterie di qualificazione 20 atlete: le prime 8 si sono qualificate per la finale A, mentre le successive 8 invece si sono qualificate per la finale B.

## Record
Prima di questa competizione, il record del mondo (WR) e il record olimpico (OR) erano i seguenti.
|  | 4'36"10 | Petra Schneider Germania Est | 1º agosto 1982 Guayaquil, Ecuador |
|  | 4'36"29 | Petra Schneider Germania Est | 26 luglio 1980 Mosca, Russia      |

Durante l'evento non sono stati migliorati record.

## Risultati

### Batterie di qualificazione
| Pos | Batteria | Corsia | Atleta           | Nazione        | Tempo   | Note |
| --- | -------- | ------ | ---------------- | -------------- | ------- | ---- |
| 1   | 3        | 4      | Tracy Caulkins   | Stati Uniti    | 4'44"42 | QA   |
| 2   | 2        | 4      | Sue Heon         | Stati Uniti    | 4'51"32 | QA   |
| 3   | 2        | 3      | Nathalie Gingras | Canada         | 4'51"77 | QA   |
| 4   | 1        | 4      | Petra Zindler    | Germania Ovest | 4'52"49 | QA   |
| 5   | 2        | 5      | Kathrine Bomstad | Norvegia       | 4'52"74 | QA   |
| 6   | 1        | 5      | Donna McGinnis   | Canada         | 4'53"30 | QA   |
| 7   | 1        | 3      | Gaynor Stanley   | Regno Unito    | 4'53"70 | QA   |
| 8   | 3        | 5      | Suzanne Landells | Australia      | 4'54"13 | QA   |
| 9   | 3        | 6      | Roberta Felotti  | Italia         | 4'54"14 | qB   |
| 10  | 3        | 7      | Karen Phillips   | Australia      | 4'54"28 | qB   |
| 11  | 1        | 6      | Sofia Kraft      | Svezia         | 4'55"10 | qB   |
| 12  | 3        | 3      | Sarah Hardcastle | Regno Unito    | 4'55"78 | qB   |
| 13  | 2        | 2      | Sonja Hausladen  | Austria        | 4'58"68 | qB   |
| 14  | 1        | 2      | Hideka Koshimizu | Giappone       | 4'59"18 | qB   |
| 15  | 3        | 2      | Gail Jonson      | Nuova Zelanda  | 4'59"92 | qB   |
| 16  | 2        | 6      | Anca Pătrășcoiu  | Romania        | 5'03"97 | qB,  |
| 17  | 2        | 7      | Monika Bayer     | Austria        | 5'05"61 |      |
| 18  | 2        | 1      | Karin Brandes    | Perù           | 5'11"92 |      |
|     | 1        | 7      | Beda Leirvaag    | Norvegia       | dns     |      |
|     | 4        | 1      | Faten Ghattas    | Tunisia        | dns     |      |

### Finale B
| Pos | Corsia | Atleta           | Nazione       | Tempo   | Note             |
| --- | ------ | ---------------- | ------------- | ------- | ---------------- |
| 9   | 6      | Sarah Hardcastle | Regno Unito   | 4'51"55 | Record nazionale |
| 10  | 3      | Sofia Kraft      | Svezia        | 4'53"25 |                  |
| 11  | 5      | Karen Phillips   | Australia     | 4'53"37 |                  |
| 12  | 4      | Roberta Felotti  | Italia        | 4'57"74 |                  |
| 13  | 2      | Sonja Hausladen  | Austria       | 4'57"78 | Record nazionale |
| 14  | 7      | Hideka Koshimizu | Giappone      | 4'58"02 | Record nazionale |
| 15  | 1      | Gail Jonson      | Nuova Zelanda | 4'58"40 |                  |
| 16  | 8      | Anca Pătrășcoiu  | Romania       | 5'05"53 |                  |

### Finale A
| Pos     | Corsia | Atleta           | Nazione        | Tempo   | Note |
| ------- | ------ | ---------------- | -------------- | ------- | ---- |
| Oro     | 4      | Tracy Caulkins   | Stati Uniti    | 4'39"24 |      |
| Argento | 8      | Suzanne Landells | Australia      | 4'48"20 |      |
| Bronzo  | 6      | Petra Zindler    | Germania Ovest | 4'48"57 |      |
| 4       | 5      | Sue Heon         | Stati Uniti    | 4'49"41 |      |
| 5       | 3      | Nathalie Gingras | Canada         | 4'50"55 |      |
| 6       | 7      | Donna McGinnis   | Canada         | 4'50"65 |      |
| 7       | 1      | Gaynor Stanley   | Regno Unito    | 4'52"83 |      |
| 8       | 2      | Kathrine Bomstad | Norvegia       | 4'53"28 |      |